# سريدة (جزين)
سریدة (بالفارسية: سریده) هي قرية تقع في إيران في قسم جزين الريفي. يقدر عدد سكانها بـ 385 نسمة بحسب إحصاء 2016.